# Flowers in the Dirt
Flowers in the Dirt (englisch für „Blumen im Schmutz“) ist das neunte Soloalbum von Paul McCartney. Gleichzeitig ist es einschließlich der Wings-Alben und Kompilationsalben das 19. Album von Paul McCartney nach der Auflösung der Band The Beatles. Es wurde am 5. Juni 1989 in Großbritannien und am 6. Juni 1989 in den USA veröffentlicht.

## Entstehung
Nachdem sein letztes Soloalbum Press to Play Ende 1986 ein kommerzieller Misserfolg geworden war, widmete sich McCartney verschiedenen Musikprojekten. Im Dezember 1986 nahm er das Instrumental-Lied Squid auf, das erst im Juli 1997 auf der B-Seite der Single The World Tonight erschien.
Im Februar/März 1987 nahm Paul McCartney mit Phil Ramone als Produzent mehrere Lieder auf; eine Album-Veröffentlichung erfolgte aber nicht. Zwei Lieder dieser Aufnahmesessions wurden jedoch noch im Jahr 1987 veröffentlicht, Once Upon a Long Ago wurde für das Kompilationsalbum All the Best! und als Single-A-Seite verwendet, das zweite Lied Back on My Feet wurde die B-Seite. Weitere aufgenommene Lieder waren: P.S. Love Me Do (Veröffentlichung: Flowers in the Dirt – Special Edition), Love Come Tumbling Down (B-Seite von Beautiful Night, Dezember 1997), This One (Neuaufnahme während der Sessions für Flowers in the Dirt), Atlantic Ocean (B-Seite von Young Boy, April 1997), Love Mix (B-Seite von Beautiful Night, Dezember 1997) und die bisher nur auf Bootlegs veröffentlichten Lieder: Return to Pepperland, Big Day und Christian Bob.
Während dieser Aufnahmen nahm Paul McCartney mit Duane Eddy und weiteren Studiomusikern im Februar 1987 das Lied Rockestra Theme vom Album Back to the Egg auf. Produzent dieser Neuaufnahme ist Eddy Pumer. Rockestra Theme wurde auf dem Album Duane Eddy, sowie als 7″-Vinyl und 12″-Vinyl Single, in einer längeren Abmischung, in Großbritannien, im Jahr 1987 veröffentlicht.
Aus einer spontanen Session am 20. und 21. Juli 1987 entstand das Album Снова в СССР mit Coverversionen von 16 Rock-’n’-Roll-Stücken, das im Oktober 1988 exklusiv in der UdSSR erschien und im September und Oktober 1991 weltweit veröffentlicht wurde.
Es folgten im Oktober 1987 Aufnahmen von zwei Linda-McCartney-Liedern, Endless Days und Poison Ivy, die im Jahr 1998 auf dem Linda-McCartney-Album Wide Prairie veröffentlicht wurden, weiterhin wurde im Dezember 1987 das Paul-McCartney-Lied Tropic Island Hum aufgenommen, das aber erst im September 2004 als Single erschien.
Erstmals seit dem Album Back to the Egg nahm Paul McCartney wieder ein Album mit einer festen Begleitband auf, so waren bei den meisten Liedern Linda McCartney, Hamish Stuart, Chris Whitten und Robbie McIntosh (ab September 1988) beteiligt. Die Band blieb, abgesehen vom Schlagzeuger Chris Whitten, bis Ende 1993 zusammen. Mit Paul „Wix“ Wickens, der erst am Ende der Aufnahmesessions einstieg, arbeitet Paul McCartney musikalisch bis heute (Stand: Juni 2022) zusammen. Paul McCartney sagte über das Album: "Ich wollte unbedingt ein Album, mit dem ich auf Tour gehen konnte, ein Album, mit dem sich die Leute identifizieren konnten. Ich wollte einfach nicht, dass irgendein mieses Album die Tour begleitet."
Der älteste Flowers In The Dirt-Song, We Got Married, wurde im September und Oktober 1984 mit dem amerikanischen Produzenten David Foster aufgenommen. Das Lied erhielt 1988 weitere Overdubs.
Erste Aufnahmen für das Album Flowers in the Dirt fanden im Dezember 1987 bis zum Januar 1988 mit den Produzenten Trevor Horn und Steve Lipson statt, während dieser Sessions wurden die Lieder Rough Ride, Figure of Eight, How Many People und Où est le soleil? aufgenommen.
Auf Vorschlag seines Managers Richard Ogden arbeitete McCartney ab September 1987 mit Elvis Costello zusammen. Beide komponierten schon den Titel Back on My Feet, der bereits im März 1987 fertiggestellt und im November 1987 als B-Seite von McCartneys Single Once Upon a Long Ago erschien. Es folgte eine sehr produktive Phase, in der auch mehrere Lieder entstanden, die später nicht nur auf dem McCartney-Album Flowers in the Dirt erschienen. Weitere Aufnahmen wurden anderweitig veröffentlicht: Veronica und Pads, Paws and Claws erschienen auf Costellos Album Spike, So like Candy und Playboy to a Man wurden auf dem Album Mighty like a Rose von Elvis Costello veröffentlicht, während Paul McCartney die gemeinsam geschriebenen Lieder Mistress and Maid und The Lovers That Never Were für sein im Jahr 1993 erschienenes Album Off the Ground verwendete. Auf Bootlegs wurden noch die beiden Demoaufnahmen Twenty-Five Fingers und Tommy’s Coming Home, von McCartney und Costello gesungen und eingespielt und von McCartney in seinem Studio Hog Hill Mill produziert, veröffentlicht; die Aufnahmen stammen vom 3. September und 23. Oktober 1987. Neun der Demos erschienen offiziell am 24. März 2017 als Bonus der CD/LP-Wiederveröffentlichung. McCartney sagte über Elvis Costello: "Die Sache mit Elvis war, dass ich immer wieder dieses leichte Gefühl von John (Lennon) aufgeschnappt habe. Ich sang eine Zeile und er kam mit einer witzigen, beißenden Zeile dazu, wie John es früher tat." 
Am 26. Januar, 1., 2. und 26. Februar sowie am 3. März 1988 produzierte Elvis Costello und Paul McCartney mit der Studioband, bestehend aus Chris Whitten (Schlagzeug), Hamish Stewart (Gitarre, Gesang) und Kevin Armstrong (Gitarre, Gesang) mehrere Lieder, von denen ebenfalls neun als Teil der Deluxe Edition am 24. März 2017 erschienen.
Im Laufe dieser Zusammenarbeit mit Costello, die konkret ein neues Album McCartneys betrafen, kamen McCartney jedoch Zweifel. Costello ermunterte ihn zunehmend, sich musikalisch dem Stil der Beatles anzunähern beziehungsweise sich „am nackten Mersey-Beat der frühen Jahre [zu] orientieren“. Costello sagte dazu: „Es ist nicht zu leugnen, dass er eine Art und Weise hat, sich zu verteidigen, indem er charmant ist und lächelt und Daumen hoch und so weiter. Ich habe einmal gesagt, dass ich denke, dass er versuchen sollte, von hinten zu treten, zumindest was die Musik betrifft.“ Als sich Costello nach den Aufnahmen wieder seiner eigenen Karriere widmete, ließ McCartney die in Zusammenarbeit entstandenen Lieder von Produzenten Mitchell Froom und Neil Dorfsman im September bis November 1988 überarbeiten.
Zwischen April bis zum Juli 1988 produzierte Paul McCartney seine Lieder Put It There, Distractions, This One, Flying to My Home, The First Stone, Good Sign sowie die in späteren Jahren verwendeten Lieder New Moon over Jamaica (Veröffentlichung nach einer musikalischen Überarbeitung im Oktober 1988 auf dem Johnny-Cash-Album Water From the Wells of Home), Same Love (B-Seite der Single Beautiful Night, Dezember 1997), Don’t Break the Promises (B-Seite der Single The World Tonight, Mai 1997). Weiterhin wurden noch zwei Lieder von Linda McCartney aufgenommen, The White Coated Man und Cow, die erst offiziell im Oktober 1998 auf dem Linda-McCartney-Album Wide Prairie veröffentlicht wurden.
Anfang des Jahres 1989 produzierten Chris Hughes und Ross Cullum das Lied Motor of Love und arbeiteten noch an der überarbeiteten Singleversion von Figure of Eight.
Die Abmischung des Albums, das neben vier Co-Produktionen mit Costello auch acht allein von McCartney geschriebene Stücke enthielt, war am 30. Januar 1989 beendet.
Als Vorauskopplung des Albums erschien am 8. Mai 1989 die Single My Brave Face. Flowers in the Dirt wurde am 5. Juni 1989 veröffentlicht. Der Albumtitel geht auf eine Textstelle im Lied That Day Is Done zurück („She sprinkles the flowers with dirt …“), wobei Kritiker auch auf die Assoziation des Bildes mit der Punk-Bewegung hinwiesen.
Die Arbeitstitel für Flowers In The Dirt waren Lumpy Trousers, Bucket Of Water und My Brave Face. Der spätere Titel stammt aus dem Text des Liedes That Day Is Done.
Trotz intensiver Promotionarbeiten von Paul McCartney war Flowers in the Dirt das dritte Studioalbum in Folge, das nicht die Top-20 der US-amerikanischen Billboard 200 erreichen konnte, es wurde aber das siebte und bis 2020 (McCartney III) letzte Nummer-eins-Album für Paul McCartney in Großbritannien.
Um das Album in Deutschland zu bewerben, trat Paul McCartney am 18. Mai 1989 in der deutschen Unterhaltungs-Show Mensch Meier auf und brachte mit Vollplayback die Lieder Put It There und Figure of Eight dar, wobei beide Playbackeinspielungen vom Musikvideo Put It There stammten.
Im Mai 1989 wurde ebenfalls die Benefiz-Single Ferry ’Cross the Mersey zu Gunsten der Opfer der Hillsborough-Katastrophe veröffentlicht, Interpreten waren neben Paul McCartney, Gerry Marsden, Holly Johnson und The Christians, Produzenten des von Gerry Marsden komponierten Liedes waren Stock Aitken Waterman.
Das Lied war drei Wochen auf Platz 1 der britischen Charts.

## Covergestaltung
Das Albumcover zeigt einen von Brian Clarke gezeichneten Hintergrund, auf dem Blumen liegen. Das Foto des Arrangements stammt von Linda McCartney. Der CD liegt ein 16-seitiges Begleitheft bei, das die Liedtexte beinhaltet.

## Titelliste
Seite 1
1. My Brave Face – 3:18 (McCartney/Costello)
2. Rough Ride – 4:43 (McCartney)
3. You Want Her Too – 3:11 (McCartney/Costello)
4. Distractions – 4:38 (McCartney)
5. We Got Married – 4:57 (McCartney)
6. Put It There – 2:07 (McCartney)

Seite 2
1. Figure of Eight – 3:25 (McCartney)
2. This One – 4:10 (McCartney)
3. Don’t Be Careless Love – 3:18 (McCartney/Costello)
4. That Day Is Done – 4:19 (McCartney/Costello)
5. How Many People – 4:14 (McCartney)
6. Motor of Love – 6:18 (McCartney)

Musikkassette/CD-Bonustrack
- Où est le soleil? – 4:45 (McCartney)

## Sondereditionen

### Flowers in the Dirt – World Tour Pack
Die Sonderedition erschien am 23. November 1989 in Großbritannien und war limitiert.
Das World Tour Pack enthält neben der handelsüblichen Langspielplatte oder CD noch diverse Beilagen, unter anderen eine einseitig bespielbare 7″-Vinyl-Single bei der World Tour Pack – Vinyl-Ausgabe oder eine 3″-CD-Single (World Tour Pack – CD-Ausgabe) mit dem bisher unveröffentlichten Lied Party, Party.

### Flowers in the Dirt – Special Edition
Die Doppel-CD erschien am 1. März 1990 in Japan und war limitiert.
CD 1
Die handelsübliche CD
CD 2
1. Message – 0:28
  - Eine Botschaft von Paul McCartney an die japanischen Fans.
2. The Long and Winding Road (Lennon–McCartney) – 3:51
  - Vom Video Put It There und B-Seite der Maxisingle Figure of Eight
3. Loveliest Thing – 3:59
  - B-Seite der Maxisingle Figure of Eight
4. Rough Ride – 4:53
  - Vom Video Put It There und B-Seite der britischen CD-Single Figure of Eight
5. Où est le soleil? (7″-Mix) – 4:50
  - B-Seite der Single Figure of Eight
6. Mama’s Little Girl – 3:41
  - B-Seite der Single Put It There
7. Same Time Next Year – 3:06
  - B-Seite der Maxisingle Put It There
8. Party, Party (McCartney/Linda McCartney/Robbie McIntosh/Hamish Stuart/Chris Whitten/Paul „Wix“ Wickens) – 5:35 (Remixed by Bruce Forest)
  - Vom Video Put It There und Single-Beilage des Flowers in the Dirt – World Tour Pack
9. P.S. Love Me Do (McCartney–Lennon) – 3:40
  - Bisher unveröffentlichtes Lied, das im Februar 1987 von Phil Ramone produziert wurde.

## Informationen zu einzelnen Liedern
- You Want Her Too ist ein Duett McCartneys mit Elvis Costello.
- David Gilmour spielte auf We Got Married Gitarre.
- Die drei Bonusstücke haben folgende Ursprünge:
  - Loveliest Thing wurde im August 1986 von Paul McCartney und Phil Ramone produziert und erschien erstmals auf der B-Seite der Maxisingle der Figure of Eight.
  - Back on My Feet wurde im März 1987 von Paul McCartney und Phil Ramone produziert.
  - Flying to My Home stammt von den Flowers in the Dirt-Aufnahmesessions und wurde erstmals auf der B-Seite der Single My Brave Face veröffentlicht.
- Der Ausdruck Put It There stammt von Paul McCartneys Vater, der beim Händeschütteln die auch im Song benutzte Wendung „Put it there if it weighs a ton“ sagte.[14]
- Bei Distractions fand, nach Besprechung mit Clare Fischer, eine Klarinette Verwendung.[15]

## Wiederveröffentlichungen

### Wiederveröffentlichungen bis 2007
- Am 9. August 1993[16] wurde die CD in einer von Peter Mew remasterten Version veröffentlicht. Der CD liegt ein 16-seitiges bebildertes Begleitheft bei, das Information zum Album und die Liedtexte enthält. Das Album hat folgende drei Bonusstücke:[17]

1. Back on My Feet – 4:24 (McCartney/Costello)
2. Flying to My Home – 4:15 (McCartney)
3. Loveliest Thing – 3:58 (McCartney)

- Im Mai 2007 wurde das Album im Download-Format veröffentlicht mit dem Bonusstück[18]

This One (Club Lovejoys mix) (Remixed by Matt Butler) – 6:12 (McCartney)

### Archive Collection
- Am 24. März 2017 wurde Flowers in the Dirt, zum zweiten Mal remastert, von dem Musiklabel Capitol Records als Teil der Paul McCartney Archive Collection veröffentlicht. Das Remastering erfolgte von Alex Wharton und Sam Okell in den Abbey Road Studios. Das CD-Album hat ein aufklappbares Pappcover, dem ein 18-seitiges bebildertes Begleitheft beigegelegt ist, das Informationen zum Album und die Liedtexte beinhaltet. Das Design stammt von der Firma YES. Das Album erschien in verschiedenen Formaten:
- Special Edition
Das originale 13-Track-Album mit einer Bonus-CD (Original Demos mit Elvis Costello), das folgende Lieder erhält:[19]

1. The Lovers That Never Were – 3:58
2. Tommy’s Coming Home – 4:10
3. Twenty Fine Fingers – 2:28
4. So Like Candy – 3:29
5. You Want Her Too – 2:40
6. That Day is Done – 4:16
7. Don’t Be Careless Love – 3:44
8. My Brave Face – 2:40
9. Playboy To a Man – 2:58

- Das Album wurde ebenfalls als 180 Gramm Vinyl-Version (ohne Où est le soleil?) als Doppel-LP (neu remastert) inklusive der neun Bonustitel veröffentlicht, weiterhin enthält die LP einen Code zum Download des Albums mit den Bonus-Titeln mit zusätzlich dem Lied Où est le soleil?.[20]

| Seite 1 1. My Brave Face 2. Rough Ride 3. You Want Her Too 4. Distractions 5. We Got Married 6. Put It There | Seite 2 1. Figure of Eight 2. This One 3. Don’t Be Careless Love 4. That Day Is Done 5. How Many People 6. Motor of Love |

| Seite 3 1. The Lovers That Never Were 2. Tommy’s Coming Home 3. Twenty Fine Fingers 4. So Like Candy | Seite 4 1. You Want Her Too 2. That Day is Done 3. Don’t Be Careless Love 4. My Brave Face 5. Playboy To a Man |

- Deluxe Edition
Diese Ausgabe enthält ein 112-seitiges bebildertes Buch, das die Entstehung des Albums dokumentiert, ein 32-seitiges Buch, das die handgeschriebenen Texte von Paul McCartney abbildet, ein 62-seitiges Buch, das Bilder zu den beiden Musikvideos von This One zeigt, sowie ein 32-seitiges Buch, das 20 Bilder von Linda McCartney enthält, die in der Mayor Gallery in London zwischen dem 22. November und 22. Dezember 1989 ausgestellt wurden. Die Deluxe Edition enthält das originale 13-Track-Album mit der oben erwähnten Bonus-CD, bei der allerdings das Lied Playboy To a Man eine Länge von 7:21 min ausweist, da das weitere Lied The Lovers That Never Were (Geoff Emerick Mix) angehängt wurde. Weiterhin enthält die Deluxe Edition eine weitere CD mit Demos, die im Jahr 1988 mit der Studioband von Paul McCartney und Elvis Costello aufgenommen wurde:[21]

1. The Lovers That Never Were – 3:50
2. Tommy’s Coming Home – 5:03
3. Twenty Fine Fingers – 2:47
4. So Like Candy – 3:48
5. You Want Her Too – 3:20
6. That Day is Done – 4:22
7. Don’t Be Careless Love – 3:25
8. My Brave Face – 3:30
9. Playboy To a Man – 2:55

sowie einer DVD (Gesamtlaufzeit: 142 min 26 s) mit folgendem Inhalt:
1. My Brave Face (Musikvideo) – 3:50
2. My Brave Face (Musikvideo Version 2) – 3:41
3. This One (Musikvideo) – 4:25
4. This One (Musikvideo Version 2) – 4:27
5. Figure of Eight (Musikvideo) – 5:19
6. Party Party (Musikvideo) – 3:50
7. Où est le soleil? (Musikvideo) – 4:26
8. Put it There (Musikvideo) – 2:18
9. Distractions (Musikvideo) – 4:50
10. We Got Married (Musikvideo) – 4:03
11. Creating Flowers in the Dirt:
  - Paul and Elvis – 21:17
  - Buds in the Studio – 7:38
  - The Making of „This One“ (The Dean Chamberlain One) – 7:35
12. Put It There Documentary – 1:04:43

Darüber hinaus liegt der Deluxe Version noch ein Download-Code bei mit dem der Käufer berechtigt ist neben dem Inhalt der drei erwähnten CDs noch zusätzlich folgende Lieder kostenlos zu erwerben:
1. Back on My Feet – 4:24
2. Flying to My Home – 4:15
3. The First Stone – 4:06
4. Good Sign – 6:59
5. This One (Club Lovejoys Mix) – 6:11
6. Figure of Eight (12″ Bob Clearmountain Mix) – 5:14
7. Loveliest Thing – 4:03
8. Où est le soleil? (12″ Mix) – 7:06
9. Où est le soleil? (Tub Dub Mix) – 4:30
10. Où est le soleil? (7″ Mix) – 4:53
11. Où est le soleil? (Instrumental) – 4:29
12. Party Party (Original Mix) – 5:32
13. Party Party (Club Mix) – 6:21
14. I Don’t Want to Confess (Cassette Demo-mit Elvis Costello) – 2:21
15. Shallow Grave (Cassette Demo mit Elvis Costello) – 2:14
16. Mistress and Maid (Cassette Demo mit Elvis Costello) – 2:29
17. The Lovers That Never Were (Geoff Emerick Mix) – 4:05

- Im März und Mai 2017 wurden folgende Gratis-Downloads auf der offiziellen Paul-McCartney-Homepage zur Verfügung gestellt, die bisher nicht offiziell erhältlich waren:

1. Distractions (Demo) – 4:56
2. This One (Demo) – 3:26
3. Back on My Feet (Demo) – 3:23

## Single-Auskopplungen

### My Brave Face
Am 8. Mai 1989 erschien die Single My Brave Face / Flying to My Home, die B-Seite wurde während der Sessions zum Album Flowers in the Dirt aufgenommen.
Weiterhin wurde eine 12″-Vinyl-Maxisingle/5″-CD-Single mit folgenden Liedern veröffentlicht: My Brave Face / Flying to My Home / I’m Gonna Be a Wheel Someday / Ain’t That a Shame. Die Lieder I’m Gonna Be a Wheel Someday und Ain’t That a Shame stammen von den Снова в СССР (The Russian Album) Sessions/Album.
Flying to My Home stammt von den Flowers in the Dirt-Aufnahmesessions.
In den USA wurden 7″-Vinyl-Promotionsingles (beidseitig mit der A-Seite My Brave Face) und 5″-CD-Promotionsingles hergestellt.

### This One
Am 17. Juli 1989 erschien die Single This One / The First Stone. In den USA wurde die Single am 1. August 1989 veröffentlicht, sie war dort lediglich als Musikkassette erhältlich. Eine Woche später folgte in Großbritannien die limitierte 7″-Vinyl-Single This One / The Long and Winding Road.
Von This One wurden noch folgende drei Maxisingles veröffentlicht:
- This One / The First Stone / I Wanna Cry / I’m in Love Again [29] (als 12″-Vinyl-Maxisingle[30] und 5″-CD-Single[31])

Die Lieder I Wanna Cry und I’m in Love Again stammen von den Снова в СССР (The Russian Album) Sessions/Album.
- This One / The First Stone / Good Sign [32] (als 12″-Vinyl-Maxisingle, Veröffentlichungsdatum: 31. Juli 1989)

Die Lieder Good Sign und The First Stone stammen von den Flowers in the Dirt-Aufnahmesessions.
- This One (Club Lovejoys Mix) / The First Stone / I Wanna Cry / I’m in Love Again [33] (als 12″-Vinyl-Maxisingle, Veröffentlichungsdatum: August 1989, in Deutschland) Die Neuabmischung von This One erfolgte von Matt Butler.

In den USA wurden 7″-Vinyl-Promotionsingles (beidseitig mit der A-Seite This One) und 5″-CD-Promotionsingles hergestellt.

### Où est le soleil?
Am 25. Juli 1989 erschien in den USA, in Italien, Portugal, Frankreich und Spanien die 12″-Vinyl-Maxisingle Où est le soleil? (Long Remix) / Où est le soleil? (Tub Dub Mix) / Où est le soleil? (Instrumental Mix).
Im November 1989 wurde in Deutschland folgende 12″-Vinyl-Maxisingle veröffentlicht: Où est le soleil? (Long Remix) / Figure of Eight (Remix) / Où est le soleil? (Tub Dub Mix). Die Neuabmischungen von Où est le soleil? erfolgten von Goh Hotoda, die Produktion leitete Shep Pettibone.
In den USA wurde eine 5″-CD-Promotionsingle mit einer gekürzte Neuabmischung (7″-Mix) hergestellt. In Großbritannien wurde eine 12″-Vinyl-Promotionsingle hergestellt.
Anmerkung: Auf dem Kompilationsalbum Disconet Dance Classics (CD Series 3) wurde eine weitere Neuabmischung von Dennis Muyet veröffentlicht.

### Figure of Eight
Als vierte Single erschien Figure of Eight (Remix) / Où est le soleil? (Single Remix) am 13. November 1989. In den USA wurde die Single am 14. November 1989 veröffentlicht, sie war dort lediglich als Musikkassette erhältlich. Bei der Singleversion handelt es sich nicht nur um eine Neuabmischung von Bob Clearmountain, sondern es wurden zusätzlich noch neue Overdubs für das Lied eingespielt. Die 7″-Vinyl-Single, 12″-Vinyl-Maxisingle und die 3″-CD enthalten die 5 Minuten und 11 Sekunden-Version. Die 5″-CD enthält eine auf 4 Minuten und 4 Sekunden gekürzte Version.
Von Figure of Eight wurden noch folgende fünf Maxisingles veröffentlicht:
- Figure of Eight (Remix) / This One (Club Lovejoys Mix)[43]

Veröffentlichung am 13. November 1989 in Großbritannien als 12″-Vinyl-Maxisingle.
- Figure of Eight (Remix) / The Long and Winding Road / Loveliest Thing[44]

Veröffentlichung am 13. November 1989 als 5″-CD.
- Figure of Eight (Remix) / Où est le soleil?[46]

Limitierte, einseitig bespielbare 12″-Vinyl-Maxisingle (Etched Disc). Veröffentlichung am 20. November 1989 in Großbritannien.
- Figure of Eight (Remix) / Où est le soleil? / Où est le soleil? (Tub Dub Mix)[47]

Veröffentlichung am 27. November 1989 in Großbritannien als 12″-Vinyl-Maxisingle.
- Figure of Eight (Remix) / Rough Ride / Où est le soleil? (7″-Mix)[48]

Veröffentlichung am 27. November 1989 in Großbritannien als 3″-CD.
In den USA wurden 7″-Vinyl-Promotionsingles und 5″-CD-Promotionsingles hergestellt.
Die Lieder The Long and Winding Road und Rough Ride stammen von den Aufnahmen zu der Videodokumentation Put It There. Loveliest Thing wurde im August 1986 von Paul McCartney und Phil Ramone produziert.

### Put It There
Am 5. Februar 1990 wurde als fünfte Single Put It There / Mama’s Little Girl ausgekoppelt. In den USA wurde die Single am 1. Mai veröffentlicht, sie war dort lediglich als Musikkassette erhältlich.
In Europa wurde noch folgende, mit einer Coverzeichnung von Paul McCartney versehene 12″-Vinyl-Maxisingle und 5″-CD-Single veröffentlicht: Put It There / Mama’s Little Girl / Same Time Next Year.
Mama’s Little Girl stammt von den Red Rose Speedway-Sessions, während Same Time Next Year am 5. und 6. Mai 1978 für den Film Nächstes Jahr, selbe Zeit aufgenommen, aber nicht verwendet wurde. Die Studioarbeiten erfolgten in den RAK Studios und den Abbey Road Studios in London. Die Produzenten waren Paul McCartney und Chris Thomas.
In den USA wurden 7″-Vinyl-Promotionsingles (beidseitig mit der A-Seite Put It There) hergestellt.

### Weitere Promotionsingles
Die geplante dritte Singleveröffentlichung sollte ursprünglich das von McCartney auf der Gitarre komponierte Lied Distractions sein. In Spanien wurden 7″-Promotionsingles hergestellt, die auf beiden Seiten das Lied enthalten. Das Video zu Distractions ist in einer anderen musikalischen Abmischung in der Musikdokumentation Put It There zu sehen.
Als weitere Singleauskopplung stand in den USA das Lied We Got Married zur Auswahl. Darauf weist die Veröffentlichung einer 5″-CD-Promotionsingle (We Got Married (Edit) / We Got Married) sowie die Produktion eines Musikvideos hin.
In Großbritannien wurden im Jahr 1989 noch folgende zwei 12″-Vinyl-Promotionsingles hergestellt:
- Party Party (Single-Version) / Party Party (Bruce Forest Extended Remix)[60]
- Good Sign / Good Sign (Groove Mix)[61]

Beide Singles waren auf jeweils 500 Einheiten limitiert. Die beiden Abmischungen der B-Seiten sind ausschließlich auf den beiden Maxisingles erhältlich.

### Musikvideos
Musikvideos wurden zu den Single-A-Seiten gedreht sowie von Distractions, We Got Married und Party Party.

## Videoveröffentlichungen
Die Videodokumentation Put It There  wurde im Dezember 1989 auf VHS-Kassette veröffentlicht. Eine DVD-Version erschien im Dezember 2003. Die Dokumentation enthält Interviews, Musikvideos und Probeaufnahmen zu Flowers in the Dirt und wurde vom 26. bis zum 28. April 1989 gefilmt. Am 10. Juni 1989 wurde Put It There von der BBC in einer gekürzten Version ausgestrahlt. Während dieser Sessions wurden die veröffentlichten Lieder Rough Ride, The Long And Winding Road und Party Party aufgenommen.

## Kritik
Die Musikzeitschrift Rolling Stone lobte die in Zusammenarbeit mit Costello entstandenen Lieder, so zeige My Brave Face „zwei meisterhafte Songwriter bei der Arbeit, die ihre gegensätzlichen Stärken ausspielen und in Bestform sind“.
Die Datenbank Allmusic befand, dass das Album „mehr Herz, Ambition und Mut“ hatte als seine Vorgänger; McCartney wollte mit Flowers in the Dirt ein Album mit „anspruchsvolleren Texten, Themen, Klängen und Produktionen“ realisieren. Auch andere Kritiker empfanden Flowers in the Dirt als gutes Comeback McCartneys, so titelte die Chicago Tribune „Paul Is Back – Well, Almost“ und schrieb, dass das Album eine willkommene, wenn auch nicht vollkommen fantastische Rückkehr des „fabelhaftesten der Fab Four“ sei.

## Kommerzieller Erfolg

### Chartplatzierungen

#### Album
Das Album erreichte Platz 15 in den niederländischen Charts, Platz 2 in den schwedischen Charts, Platz 1 in den norwegischen Charts und Platz 18 in den australischen Charts.
| ChartsChartplatzierungen       | Höchstplatzierung | Wochen |
| ------------------------------ | ----------------- | ------ |
| Deutschland (GfK)              | 9 (36 Wo.)        | 36     |
| Österreich (Ö3)                | 18 (9 Wo.)        | 9      |
| Schweiz (IFPI)                 | 13 (10 Wo.)       | 10     |
| Vereinigte Staaten (Billboard) | 21 (50 Wo.)       | 50     |
| Vereinigtes Königreich (OCC)   | 1 (21 Wo.)        | 21     |

| ChartsJahrescharts (1989) | Platzierung |
| ------------------------- | ----------- |
| Deutschland (GfK)         | 39          |

Die 2017er Wiederveröffentlichung erreichte Platz 41 in den Großbritannien.

#### Singles
| Jahr | Titel           | Höchstplatzierung, Gesamtwochen, AuszeichnungChartplatzierungen (Jahr, Titel, , Platzierungen, Wochen, Auszeichnungen, Anmerkungen) | Höchstplatzierung, Gesamtwochen, AuszeichnungChartplatzierungen (Jahr, Titel, , Platzierungen, Wochen, Auszeichnungen, Anmerkungen) | Höchstplatzierung, Gesamtwochen, AuszeichnungChartplatzierungen (Jahr, Titel, , Platzierungen, Wochen, Auszeichnungen, Anmerkungen) | Höchstplatzierung, Gesamtwochen, AuszeichnungChartplatzierungen (Jahr, Titel, , Platzierungen, Wochen, Auszeichnungen, Anmerkungen) | Höchstplatzierung, Gesamtwochen, AuszeichnungChartplatzierungen (Jahr, Titel, , Platzierungen, Wochen, Auszeichnungen, Anmerkungen) | Anmerkungen                         |
| Jahr | Titel           | DE | AT | CH | UK | US | Anmerkungen                         |
| ---- | --------------- | --- | --- | --- | --- | --- | ----------------------------------- |
| 1989 | My Brave Face   | DE29 (12 Wo.)DE | — | CH25 (3 Wo.)CH | UK18 (5 Wo.)UK | US25 (10 Wo.)US | Erstveröffentlichung: 8. Mai 1985   |
| 1989 | This One        | DE40 (22 Wo.)DE | AT8 (13 Wo.)AT | — | UK18 (6 Wo.)UK | US94 (3 Wo.)US | Erstveröffentlichung: 17. Juli 1987 |
| 1989 | Figure of Eight | — | — | — | UK42 (4 Wo.)UK | US92 (5 Wo.)US |                                     |
| 1990 | Put It There    | DE60 (10 Wo.)DE | — | — | UK32 (2 Wo.)UK | — |                                     |

### Auszeichnungen für Musikverkäufe
| Land/Region                  | Auszeichnungen für Musikverkäufe (Land/Region, Auszeichnung, Verkäufe) | Verkäufe    |
| ---------------------------- | ---------------------------------------------------------------------- | ----------- |
| Brasilien (PMB)              | 2× Gold                                                                | 200.000     |
| Deutschland (BVMI)           | Gold                                                                   | 250.000     |
| Europa (IFPI)                | —                                                                      | (1.000.000) |
| Frankreich (SNEP)            | Gold                                                                   | 100.000     |
| Italien (FIMI)               | —                                                                      | 160.000     |
| Japan (RIAJ)                 | Gold                                                                   | 100.000     |
| Kanada (MC)                  | Gold                                                                   | 50.000      |
| Schweden (IFPI)              | Gold                                                                   | 50.000      |
| Schweiz (IFPI)               | Gold                                                                   | 25.000      |
| Spanien (Promusicae)         | 2× Platin                                                              | 260.000     |
| Vereinigte Staaten (RIAA)    | Platin                                                                 | 1.000.000   |
| Vereinigtes Königreich (BPI) | Platin                                                                 | 300.000     |
| Insgesamt                    | 8× Gold · 4× Platin ·                                                  | 2.495.000   |

Hauptartikel: Paul McCartney/Auszeichnungen für Musikverkäufe